# Cayetano Saporiti
Cayetano Saporiti (ur. 14 lutego 1887 w Montevideo, zm. 1954 tamże) – urugwajski piłkarz grający na pozycji bramkarza.

## Kariera klubowa
Przez całą karierę związany był Montevideo Wanderers, z którym zdobył trzynaście tytułów.

## Kariera reprezentacyjna
W reprezentacji Urugwaju zadebiutował w sierpniu 1905 roku w meczu z Argentyną, w trakcie turnieju o Copa Lipton 1905.
Wziął udział w nieoficjalnych mistrzostwach Ameryki Południowej Copa América 1910, gdzie Urugwaj zajął drugie miejsce za Argentyną – na turnieju zagrał w obu meczach – z Chile i Argentyną (stracił 4 bramki).
Brał udział w pierwszych w dziejach mistrzostwach Ameryki Południowej podczas turnieju Copa América 1916 – gdzie zdobył tytuł pierwszego mistrza Ameryki Południowej, a piłkarz zagrał we wszystkich trzech meczach – z Chile, Brazylią (stracił bramkę) i Argentyną. Rok później był w kadrze kadry na turnieju Copa América 1917, gdzie Urugwaj ponownie zdobył mistrzostwo Ameryki Południowej. Saporiti zagrał we wszystkich 3 meczach – z Chile, Brazylią i Argentyną. W tym ostatnim meczu w 70 minucie doznał kontuzji i Urugwaj musiał grać w osłabieniu, gdyż regulamin nie przewidywał wtedy zmian zawodników w trakcie meczu (w bramce zastąpił go obrońca Manuel Varela).
Po raz ostatni na kontynentalnych mistrzostwach wystąpił w turnieju Copa América 1919, gdzie zdobył srebrny medal. Saporiti zagrał w trzech meczach – z Argentyną (stracił 2 bramki), z Brazylią (stracił 2 bramki) i decydującym o mistrzostwie barażu z Brazylią, gdzie w normalnym czasie zachował czyste konto i dopiero zdobyta w dogrywce bramka Friedenreicha przesądziła o mistrzowskim tytule dla rywali. W meczu z Chile zastąpił go Roberto Chery, bramkarz klubu CA Peñarol.
Łącznie w reprezentacji Urugwaju rozegrał 50 meczów, w których stracił 64 bramki.

## Sukcesy

### Klubowe
Wanderers
- Primiera Division: 1906, 1908
- Copa de Honor: 1908, 1910
- Copa Competencia: 1906, 1908, 1911, 1917, 1918
- Copa de Honor Cousenier: 1908
- Cup Tie Competition: 1911, 1917, 1918

### Reprezentacyjne
Urugwaj
- Copa América: 1916, 1917